# Друштво ИТСМФ Србије
Друштво ИТСМФ Србије (Друштво IT Service Management Forum Србије) је непрофитно удружење прикључено међународној институцији itSMF International. Друштво је оформљено у марту 2008. године са циљем да постане репрезентативни форум за ширење знања, иницијатива и професионалних искустава у домену ИТ Сервис Менаџмента и ИТ Индустрије уопште.
И поред чињенице да итСМФ Србије подржава стратегијске циљеве itSMF International, Друштво је потпуно независно тело, које свој домен деловања налази у ИТ сектору Србије и своје визију и мисију деловања дефинише у складу са потребама Србије и специфичности овог тржишта.
Оснивачка конференција била је 10. децембра 2008. у Београду, у хотелу „Хајат“.